# Loreto-di-Tallano
Loreto-di-Tallano (korsisch Laretu d'Attallà; italienisch Loreto di Tallano) ist eine Gemeinde im französischen Département Corse-du-Sud auf der Mittelmeerinsel Korsika. Sie gehört zum Kanton Sartenais-Valinco im Arrondissement Sartène. Die Bewohner nennen sich Lorétains. Der Dorfkern liegt auf 140 Metern über dem Meeresspiegel. Nachbargemeinden sind
- Santa-Maria-Figaniella und Moca-Croce im Nordwesten,
- Cargiaca im Norden,
- Zérubia und Zoza im Nordosten,
- Altagène im Osten,
- Sainte-Lucie-de-Tallano im Südosten,
- Olmiccia im Süden,
- Arbellara und Fozzano im Südwesten.

## Bevölkerungsentwicklung
| Jahr      | 1962 | 1968 | 1975 | 1982 | 1990 | 1999 | 2008 | 2012 |
| --------- | ---- | ---- | ---- | ---- | ---- | ---- | ---- | ---- |
| Einwohner | 107  | 101  | 94   | 70   | 57   | 35   | 48   | 50   |

## Sehenswürdigkeiten
- Kirche Saint-Pierre. 2006 erhielt sie einen neuen Turm.